# Mistrzostwa Polski w Badmintonie 2015
Mistrzostwa Polski w Badmintonie 2015 – 51. edycja mistrzostw, która odbyła się w Sobótce w dniach 29 stycznia–1 lutego 2015 roku.

## Medaliści mistrzostw
| Konkurencja:            | Złoto:                                                                                | Srebro:                                                                             | Brąz: |
| gra pojedyncza mężczyzn | Mateusz Dubowski (UKS Hubal Białystok)                                                | Adrian Dziółko (UKS Hubal Białystok)                                                | Michał Rogalski (UKS Hubal Białystok) Mateusz Świerczyński (UKS Orkan Przeźmierowo) |
| gra pojedyncza kobiet   | Kamila Augustyn (SKB Litpol-Malow Suwałki)                                            | Joanna Stanisz (UKS Sokół Ropczyce)                                                 | Weronika Grudzina (MLKS Solec Kujawski) Dominika Cygan (KKS Ruch Piotrków Trybunalski) |
| gra podwójna mężczyzn   | Adam Cwalina (SKB Litpol-Malow Suwałki) Przemysław Wacha (LKS Technik Głubczyce)      | Łukasz Moreń (SKB Litpol-Malow Suwałki) Wojciech Szkudlarczyk (Sport-Art.Lubin)     | Adrian Dziółko (UKS Hubal Białystok) Mateusz Szałankiewicz (LKS Technik Głubczyce) Miłosz Bochat (MLKS Solec Kujawski) Paweł Pietryja (UKS Plesbad Pszczyna)                                |
| gra podwójna kobiet     | Aneta Wojtkowska (LKS Technik Głubczyce) Agnieszka Wojtkowska (LKS Technik Głubczyce) | Monika Bieńkowska (SKB Litpol-Malow Suwałki) Magdalena Witek (Solec Kujawski)       | Kinga Rudolf (BKS Kolejarz Przemysłówka Częstochowa) Agata Stelmaszczyk (BKS Kolejarz Przemysłówka Częstochowa) Ewa Piotrowska (UKS Hubal Białystok) Edyta Tarasewicz (UKS Hubal Białystok) |
| gra mieszana            | Paweł Pietryja (UKS Plesbad Pszczyna) Aneta Wojtkowska (LKS Technik Głubczyce)        | Michał Łogosz (SKB Litpol-Malow Suwałki) Kamila Augustyn (SKB Litpol-Malow Suwałki) | Miłosz Bochat (MLKS Solec Kujawski) Magdalena Witek (MLKS Solec Kujawski) Wojciech Szkudlarczyk (Sport-Art.Lubin) Agnieszka Wojtkowska (LKS Technik Głubczyce)                              |